# Дапинлинь (станция метро)
«Дапинлинь» (англ. Dapinglin; кит. 大坪林) — станция Тайбэйского метрополитена линии Синьдянь. Находится на территории района Синьдянь города Новый Тайбэй. Станция была открыта 11 ноября 1999 года. Располагается между станциями «Цзинмэй» и «Цичжан».

## Техническая характеристика
«Дапинлинь» — однопролётная станция. На станции есть четыре выхода в город, из них два оснащены эскалаторами, и один — лифтом.  22 августа 2016 года на платформа линии Синьдянь были установлены автоматические платформенные ворота. На платформе кольцевой линии установлены платформенные раздвижные двери.

## Перспективы
В будущем у станции «Дапинлинь» должен появиться переход на Кольцевую линию, которая сейчас находится в стадии проектирования.